# علی‌همت مومی‌وند
علی همت مومیوند (زاده ۱۰ تیر ۱۳۳۹ نهاوند) از دوبلورهای ایرانی است. وی تحصیلات خود را در مقطع کارشناسی در رشتهٔ علوم تربیتی به پایان رسانده و مدت ۱۴ سال به عنوان دبیر و مسئول واحد سمعی و بصری آموزش و پرورش در ادارهٔ آموزش و پرورش منطقهٔ ۱۴ تهران مشغول به فعالیت بوده‌است و به دلیل حضور مستمر در دوبله، از تدریس در آموزش و پرورش کناره‌گیری می‌کند. وی از جملهٔ نخستین گویندگان دوبلاژ پس از انقلاب است که در سال ۱۳۶۳ از طریق آزمون ورودی برگزار شده از سوی سازمان صدا و سیمای جمهوری اسلامی ایران به این حرفه وارد شده و مقدمات هنر دوبلاژ را نزد اساتیدی چون عزت‌الله مقبلی، علی کسمایی، جلال مقامی، ژرژ پطروسی و مهدی علیمحمدی فرا گرفته‌است. از معرف‌ترین دوبلوری وی برای دوبلوری انیمیشن پهلوانان شخصیت اسکندرخان است.
آقای مومیوند به دلیل جنس صدای باریتون منعطف و منحصر به فردی که دارند، شخصیت‌های کارتونی و تخیلی زیادی را گویندگی کرده‌اند و هم‌زمان، کاراکترهای جدی بسیاری را هم از ایشان شنیدیم. صدای رسا و شیوا آقای مومیوند، در قالب دکلمه و خواندن متن‌هایی منهای دوبله، بسیار شنیدنی است و به همین جهت استودیوهایی از جمله استودیو چکاوا با ایشان همکاری داشته‌اند.

## اخراج از آموزش و پرورش
علی همت مومیوند با حدود ۱۴ سال سابقه و به همین دلیل از آموزش و پرورش اخراج شد و این امر باعث ترک خدمت ایشان شد و ایشان با توجه به علاقه ای که به تدریس و معلمی داشت به خاطر علاقه بزرگ‌تر خود رها کرد و وارد کار دوبلوری شد.
ایشان مدت بسیاری در منطقه ۱۲ تهران حوالی میدان شهدا آموزش و پرورش تهران مشغول به خدمت بود. و طبق اظهار ایشان علاقه بسیار زیاد به دوبلوری باعث ترک خدمت شد و ایشان نوشتند که (از ادامه خدمت به آموزش و پرورش معذورم) و آنها نیز با احترام کامل ایشان را اخراج کردند.

## فعالیت‌ها
1. مرد کوچک (فیلم) (مارلون وینز)
2. نماهنگ‌های توصیه‌های ایمنی برای شرکت گاز (شخصیت آقای ایمنی)
3. مختارنامه (مصعب بن زبیر -جعفر دهقان)
4. مردان آنجلس (خدمتکار خانه ماکسیمیلیانوس)
5. یوسف پیامبر (لابان، پدر زن یعقوب نبی)
6. پهلوانان (اسکندر خان)، در قسمت بار دنیا در نقش(سنجر خان)
7. تیزرهای تبلیغاتی (قورباغه داروگر)
8. باب اسفنجی (باب اسفنجی شلوار مکعبی)(تام کنی)
9. گربه‌سگ (کاراکتر سگ)(تام کنی)
10. ند و پنتون (پنتون)
11. داستان اسباب‌بازی (بازلایتیر)
12. شیرشاه (تیمون)
13. شکرستان (صمد ، پیر پلاسی ، رمضون و راویِ فصل جدید)
14. سریال «قصه‌های جزیره» (الک کینگ)
15. سریال امام علی (دو نقش:مغیره - برادر قطام)
16. فیلم سینمائی تنها در خانه (هری لایم).
17. فیلم سینمائی طرفدار(وسلی اسنایپس)
18. انیمیشن مهارت‌های زندگی (آقا مرتضی پدربزرگ دانا و مهسا)
19. انیمیشن مثل نامه (پیرمرد دانا، شاعر)
20. فیلم افسانه ۱۹۰۰ (مکس)
21. کارتون باغچهٔ گوردون (گوردون)
22. کوه میان ما
23. ۲۴ (جرج مِیسُن، کریستُفر هندرسُن)،[۲] سریال رؤیای فرمانروای بزرگ (روباه طلایی)
24. افسانه جومونگ (فرماندار وان‌زی‌کین)
25. آفرین پدر (آرمان با بازی بومن ایرانی).
26. سریال مأمور انتقال (۲۰۱۲) (در نقش "جیانی" و "جیمی")[۳]
27. افسانه شهر قالی (حاکم شهر قالی)
28. جوکر (رابرت دنیرو)
29. تنت (کنت برانا)
30. اعتراف (یو جه-میونگ)
31. سیا ساکتی و ماجرای‌های خفن (انیمیشن) (پلیس انیمیشن و خاله پسر سهراب).
32. دیجیمون ۰۱ (راوی - آگومون - گریمون)
33. سرزمین بادها (سانگ گا)
34. شرک: ۱ و ۱/۵ و ۲ و ۳ و ۴ و ۴/۵ (شرک)
35. عصر یخبندان: ۴ و ۵ (سید)
36. ماداگاسکار ۳ (مارتی)
37. جان ویک(ویگو)
38. پسر جهنمی   (پسر جهنمی )
39. هری پاتر و جام آتش(فیلم چهارم در نقش مودی چشم جادویی)
40. ناسور (اخنس بن مرثد)
41. ددپول و ولورین(بلید)
42. فرمانروا ته جویونگ (سول این کوی)
43. بازی مرکب فصل سوم (بازیکن شماره ۱۰۰)

بازی‌های رایانه ای:گوست ریکان
1,dungeon siege,کیت آرچر۲,تمدن ۴, عصر میانه: جنگ تمام‌عیار,جنگ تمام‌عیار: شوگان ۲و